# Elecciones generales de San Vicente y las Granadinas de 1994
Elecciones generales tuvieron lugar en San Vicente y las Granadinas el 21 de febrero de 1994. El resultado fue una victoria para el Nuevo Partido Democrático, el cual obtuvo doce de quince escaños. La participación electoral fue de 65,6%.

## Resultados
| Partido                             | Votos  | %    | Escaños | +/– |
| ----------------------------------- | ------ | ---- | ------- | --- |
| Nuevo Partido Democrático           | 25 789 | 54,9 | 12      | –3  |
| Partido Laborista de San Vicente    | 12 455 | 26,5 | 2       | +2  |
| Movimiento para la Unidad Nacional  | 8 178  | 17,4 | 1       | +1  |
| Votos en blanco/nulos               | 278    | –    | –       | –   |
| Total                               | 47 212 | 100  | 15      | 0   |
| Electores registrados/participación | 71 954 | 65,6 | –       | –   |
| Fuente: Nohlen                      |        |      |         |     |